# Nuray Lale

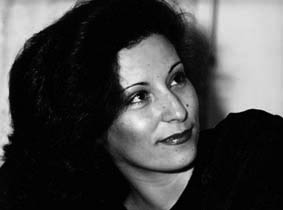
Nuray Lale

Nuray Lale (Akcurun, 28 de marzo de 1962) escritora y traductora turcoalemana. 
Llegó a Alemania vía agrupación familiar y estudió Ciencias de la Salud en la Universidad de Bielefeld, con un postgrado en psicopedagogía en la Universidad de Düsseldorf.

## Obra
- Düş sarayim (2004)
- Şirin Aydın: Içimde ufuklar / Horizonte in mir (Deutsche Übertragung), 2004)